# Loma Bonita, San Pedro Ixtlahuaca
Loma Bonita är en ort i Mexiko.   Den ligger i kommunen San Pedro Ixtlahuaca och delstaten Oaxaca, i den sydöstra delen av landet, 400 km sydost om huvudstaden Mexico City. Loma Bonita ligger 1 677 meter över havet och antalet invånare är 699.
Terrängen runt Loma Bonita är kuperad åt sydost, men åt nordväst är den platt. Terrängen runt Loma Bonita sluttar österut. Runt Loma Bonita är det mycket tätbefolkat, med 3 494 invånare per kvadratkilometer. Närmaste större samhälle är Oaxaca de Juárez, 6,9 km öster om Loma Bonita. Trakten runt Loma Bonita består till största delen av jordbruksmark.